# Heteroleuca pullata
Heteroleuca pullata är en fjärilsart som beskrevs av Paul Dognin 1913. Heteroleuca pullata ingår i släktet Heteroleuca och familjen mätare. Inga underarter finns listade i Catalogue of Life.